# Karl Rosenow
Karl Wilhelm Rosenow (* 17. Januar 1873 in Neustettin, Hinterpommern; † 21. März 1958 in Laubach am Vogelsberg, Hessen) war ein deutscher Heimatforscher, Publizist und Museumsgründer.

## Leben
Karl Rosenow war Sohn eines Kaufmanns. Rosenows eigenen Angaben zufolge waren seine Vorfahren väterlicherseits im Mittelalter von Thüringen über Mecklenburg nach Pommern eingewandert. Nach dem frühen Tod des Vaters wuchs er bei seinem Großvater auf dem Gut Louisenhof bei Bärwalde auf. Von 1890 bis 1893 besuchte er das Königlich Preußische evangelische Schullehrer-Seminar zu Dramburg, um sich zum Grundschullehrer ausbilden zu lassen. Am 17. Mai 1895 legte er beim Königlich Preußischen evangelischen Schullehrer-Seminar zu Bütow seine zweite Lehrerprüfung ab, und am 25. Juli 1895 bestätigte das Schulamt zu Köslin seine Beamtung. Das erste Lehramt erhielt er an der Volksschule von Pöhlen im Kreis Neustettin. Er wechselte jedoch bereits 1895 zur Stadtschule Rügenwalde, einer städtischen Volksschule im Kreis Schlawe. Als Konrektor der Stadtschule trat er 1933 in Rügenwalde in den Ruhestand.
Während seiner Freizeit betätigte sich Rosenow intensiv als Heimatforscher. Zu diesem Zweck unternahm er zu Fuß ausgedehnte Bildungsreisen durch Pommern, Mecklenburg, Brandenburg und Posen. Bereits 1897 gründete er in Rügenwalde eine Volksbibliothek mit den Schwerpunkten Heimatkunde und Geschichte, die er dann 20 Jahre lang selbst verwaltete.
Der Durchbruch als Heimatschriftsteller gelang Rosenow, als der Magistrat der Stadt Rügenwalde ihn beauftragte, anlässlich der 600-Jahr-Feier der Stadt am 21. März 1912 eine Stadtchronik zu verfassen. In den darauffolgenden Jahren legte Rosenow rund 20 weitere Bücher und Broschüren über die  Regionalgeschichte von Rügenwalde und Hinterpommern vor. Außerdem veröffentlichte er in Zeitungen und Fachzeitschriften etwa 300 Aufsätze und längere Abhandlungen zum gleichen Themenkreis.
Da Rosenow als Geschichtsforscher ein Autodidakt war, stießen seine Publikationen nicht selten auf Kritik der Fachwelt, so zum Beispiel im Falle seiner Abhandlung über das Dorf Rützenhagen, in der er von den unterschiedlichen architektonischen Besonderheiten von Gehöften im Dorf auf die Herkunftsländer der deutschen und übrigen Kolonisten geschlossen hatte, die sich im Mittelalter in der Region angesiedelt hatten. Wie insbesondere sein Aufsatz über das Kloster Marienkron bei Rügenwalde deutlich werden lässt, bemühte er sich nicht nur, seine Leser zu informieren, sondern er wollte sie auch unterhalten. 1487 war die Klosteranlage, die in unmittelbarer Nähe der Wipperniederung errichtet worden war, von Hochwasser heimgesucht worden. In der Klosterkirche reichte der Wasserstand bis zum Altar, die Mönche hatten im Refektorium im Obergeschoss des Klostergebäudes Schutz gesucht, und auf dem Hochwasser trieben Schiffe, die sich losgerissen hatten. Bei Rosenow heißt es zu dieser historischen Begebenheit: „Man stelle sich die entsetzten Gesichter der Mönche vor, die durch die Fenster des Speisesaales in nächster Nähe, die Schiffe in sausender Fahrt vorüberziehen sahen“. Etwas irritiert haben mag auch, dass er für einen Abschnitt seines Buches Herzogsschloß und Fürstengruft, der von der Georgskapelle in Rügenwalde handelt, die  Überschrift „Die St. Jürgen-Kapelle in Rügenwalde“ wählte.
Rosenow ist Gründer des seit Juli 1930 im Rügenwalder Herzogsschloss untergebrachten Kreisheimatmuseums. Dort existiert das Museum noch heute (2008). Den Grundstock für das Kreisheimatmuseum hatte er bereits 1917 gelegt. Die Sammlung war im Evangelischen Gemeindehaus in der Bogislawstr. 44 untergebracht, und er war der Museumsleiter. Das Museum konnte „nach Voranmeldung bei Konrektor Rosenow“ besucht werden. Nachdem das Herzogsschloss 1929 vom Kreis Schlawe übernommen worden war, hatte Rosenow sich für den Umzug des Museums in das Schloss eingesetzt. Dort wurden dann für die Zwecke des Museums 25 renovierte Räume mit einer Nutzfläche von insgesamt 1.500 Quadratmetern zur Verfügung gestellt.
Anlässlich seines 60. Geburtstags am 17. Januar 1933 wurde Rosenow vom Magistrat der Stadt Rügenwalde ehrenhalber zum Kreisheimatpfleger ernannt. Entsprechende Feierlichkeiten fanden in der öffentlichen Turnhalle von Rügenwalde statt. Anlässlich seines 70. Geburtstags am 17. Januar 1943 wurde er von der Provinzialverwaltung ehrenhalber in die Landeskundliche Forschungsstelle, Abteilung Geschichte, berufen und außerdem von der Universität Greifswald zum Ehrenmitglied der Akademie für Landesforschung ernannt. Die Feierlichkeiten fanden diesmal im Brötesaal des Herzogsschlosses statt.
Gegen Ende des Zweiten Weltkriegs hatte Rosenow in Rügenwalde ausgeharrt, weil er das Heimatmuseum nicht unbeaufsichtigt lassen wollte. Anfang März 1945 wurde Rügenwalde von der Roten Armee besetzt, und Rosenow wurde zusammen mit anderen Deutschen nach Soltikow verschleppt. Wie ganz Hinterpommern, wurde auch Rügenwalde bald polnischer Verwaltung unterstellt. Am 18. Juni 1945 durfte er nach Rügenwalde zurückkehren, weil er bei der Umwandlung der Stadtschule in eine polnische Volksschule behilflich sein sollte. Bis zum 30. Juni 1947 war er unter der nunmehr polnischen Museumsleitung als Hilfskraft beschäftigt worden; er sollte die der Plünderung entgangenen restlichen Exponate neu ordnen. Während dieser Zeit wurde er von polnischer Miliz verhaftet, sechs Wochen lang in Dunkelhaft genommen und gefoltert, weil geargwöhnt worden war, es könnten wertvolle Kunstgegenstände versteckt worden sein, und gehofft wurde, er sei in der Lage, solche mutmaßlichen Verstecke preiszugeben. Durch Stöße mit dem Gewehrkolben ins Gesicht büßte er im Gefängnis einen Teil seines Sehvermögens ein.
Nachdem Rügenwalde unter polnische Verwaltung gestellt worden war, hatte auch dort die Vertreibung der Deutschen begonnen. Am 6. Juli 1947 wurde Rosenow von einer dreiköpfigen polnischen Ausweisungskommission befohlen, sofort mit seiner Frau seine Wohnung zu verlassen und sich in der Stadt an einem Sammelplatz für Ausgewiesene einzufinden. Der Vertriebenentransport mit Rosenow erfolgte über die Stadt Forst und erreichte am 13. Juli 1947 das Lager Küchensee. Zwei Wochen später fand die Einweisung in die kleine Spreewald-Stadt Lieberose im Kreis Lübben statt. Im August 1947 konnte das Ehepaar Rosenow über Friedland die britische Besatzungszone erreichen.
Nach seiner Ankunft im Westen Deutschlands bemühte sich Rosenow, mit ehemaligen Bürgern Rügenwaldes in Kontakt zu treten. Seine Anschriftenliste umfasste bald über 1.300 Adressen. Als 134. Mitglied trat er der Pommerschen Landsmannschaft bei, und er betätigte sich nun wieder schriftstellerisch. Er wurde Mitarbeiter des seit Anfang 1948 erscheinenden Pommern-Briefs und des seit Oktober 1948 herausgegebenen Heimatblatts Ut Schloug sowie auch der Pommerschen Zeitung. 1955 trat Rosenow der neu gegründeten Gesellschaft für Pommersche Geschichte, Altertumskunde und Kunst e. V. bei. Er hatte in dem Dorf Ostheim bei Butzbach Aufnahme gefunden. Ostheim widmete er eine von ihm verfasste Dorfchronik.
Am 17. Januar 1958 konnte Rosenow, der inzwischen in das Altenheim Laubach am Vogelsberg umgezogen war, bei voller geistiger Frische und ungebrochener Schaffenskraft seinen 85. Geburtstag feiern. Am 21. März 1958 erlitt er einen tödlichen Schlaganfall. Karl Rosenows Leichnam wurde auf dem Dorffriedhof von Ostheim beigesetzt.

## Schriften (Auswahl)
- Rügenwalde. Zur 600jährigen Jubelfeier der alten Hansestadt am 21. Mai 1912. Selbstverlag des Verfassers, Rügenwalde 1912.
- Sagen des Kreises Schlawe (= Heimatkunde des Kreises Schlawe. Bd. 1). Mewes, Rügenwalde 1921.
- Zanower Schwänke. Ein fröhliches Buch (= Heimatkunde des Kreises Schlawe. Bd. 2). Mewes, Rügenwalde 1924.
- Herzogsschloß und Fürstengruft. Rügenwalder Bau- und Kunstdenkmäler (= Heimatkunde des Kreises Schlawe. Bd. 3). Mewes, Rügenwalde 1925.
- Rügenwalde. Führer durch Stadt und Amt. Mewes, Rügenwalde 1928.
- Geschichte des Rügenwalder Ackerbürger-Vereins. Mewes, Rügenwalde 1929.
- Die Feldmark von Rügenwalde. Eine Ergänzung zur Stadtgeschichte. Mewes, Rügenwalde 1932.
- Geschichte des Rügenwalder Handels. Korporation der Kaufmannschaft, Rügenwalde 1939.